# 林献羔
林献羔牧師（英語：Rev.Samuel Lamb；1924年10月4日—2013年8月3日），中国大陸著名基督教家庭教会领袖。

## 名字由來
小時候，他父親喜歡按照國家使用的普通話來翻譯，將“林”譯成‘Lin’，但林獻羔因自己名字有個“羔”字，就把林字譯成廣東音「Lam」，再稍為一變，成為一只如假包換的羔羊「lamb」，真是“獻給羔羊基督的羊”了。英文名字是Samuel Lamb（林撒母耳）。

## 生平
林献羔牧師祖籍广东省台山县，1924年10月4日出生于澳门，他的父亲林保罗牧師当时担任澳门白马巷浸信会的牧师。在他未出生时，父亲为他起名献羔，意为献给羔羊基督。1936年在香港长洲受浸。1942年进入梧州建道圣经学院，1944年毕业，1945年起在广州传道（位于大北堂），1950年开始在广州市中心大马站35号的家中开始聚会，称为“大马站福音会堂”。
因為他不願意加入三自愛國教會，認為其政治宣傳式的教導偏離了純正的福音，結果在1955年9月14日，在肃反运动中和王国显、张耀生作为“大马站反革命集团”头目被捕，1957年获释。1958年第二次被捕，被判20年徒刑。
1978年，林牧師出狱。1979年，林献羔牧師恢复了大马站35号的聚会。曾有多位美國領事到訪,之後人数逐渐增加到数千人。2000年大马站拓宽马路时迁至德政北路雅荷塘（北）荣桂里15号。他從1979年開始編寫第一本《靈音小叢》，已陸續發表了超過一百冊，第一頁都標有「沒有版權」。之后人数逐渐增加到数千人，影响颇大。
林献羔牧师于2013年8月3日下午去世。原订于2013年8月17日（周六）14:30，在广州银河公墓银河园白云厅举行的遗体告别仪式。因場地及安全理由现改为2013年8月16日（周五）14:30，在广州银河公墓银河园白云厅举行遗体告别仪式。